# Ignasi Plana i Fontana
Ignasi Plana i Fontana   (Barcelona, 1740 ↔ 1750 - Barcelona, 1811) fou un notari i escriptor barceloní.

## Teatre
Molt afeccionat al teatre, va organitzar l'activitat privada de cases principals de Barcelona, com la del Baró de Maldà o la seva pròpia, i col·laborà amb el Teatre de la Santa Creu (actualment el Teatre Principal) i dirigí molts esdeveniments culturals relacionats amb la disciplina dramàtica.
Va ser autor, en castellà, de dues comèdies, de dues vides de santes barcelonines, concretament de Passos del martiri de santa Eulàlia (Eulàlia de Barcelona) i Santa Madrona, d’uns Pastorets i del sainet, en català titulat El gall robat per les festes de Nadal, que s'estrenà l'any 1801 i és considerat una petita obra mestra del gènere i va ser objecte d'una edició moderna, juntament amb quatre entremesos més, també del Principat, sota el títol Sainets de la vida picaresca (1967) i l’Entremès de les travesures d’un aprenent sabater.

## Poeta
Max Cahner (1998) ha expressat que Ignasi Plana és molt probablement l'autor del llarg poema Lo Temple de la Glòria, considerat per altres estudiosos com anònim.
Tanmateix amb més seguretat, el considera autor d'altres composicions coincidint així amb allò que expressen Pep Valsalobre Palacios i Albert Rossich Estragó (2007) que, com a poeta, Ignasi Plana és autor de diversos poemes escrits en castellà i l’Epitalami a les bodes reals que és un plec poètic solt amb diverses composicions totes elles sense nom d'autor, imprès amb motiu de la celebració a Barcelona d’unes noces reials dobles: la del Príncep d’Astúries, el futur Ferran VII, amb Maria Antònia, princesa napolitana i la d’Isabel, germana de Ferran, amb Francesc, germà de Maria Antònia. És l’únic plec imprès d'aquestes característiques íntegrament en català.
Conté tres composicions, dos sonets i un llarg poema de quaranta-dues octaves amb el mateix títol que el plec, atribuït a Ignasi Plana.
Aquest darrer podríem considerar-lo una faula i es disposa en dos plans.
El primer és de tema mitològic per tal com els personatges formen part de la mitologia grega, això és quan Hésperus decideix aplegar les branques borbòniques que regnen a Espanya i Nàpols. La notícia nupcial feta per Hésperus arriba satisfactòriament a Himeneu, que sol·licita l'ajut dels déus, entre els quals figura Cupido. Cadascun posa totes les facilitats perquè l’operació reïxi.
El pla narratiu històric s'elabora a partir de quan Hésperus és presentat com a «geni protector de nostra Ibèria» i que també fa arribar la seva idea a Carles IV i el rei ho acull favorablement i ho disposa tot. Mentrestant a la cort napolitana està passant dos dits de la mateixa. Cupido supera amb èxit l'apropament amorós dels candidats que cauen en l'enamorament.
A continuació veiem els preparatius dels barcelonins per rebre les esmentades reialeses, tant per la banda peninsular, per part dels personatges reials espanyols com, per la banda marítima els napolitans, al port de la Ciutat Comtal. Durant la travessia el déu Neptú efectua una part primordial per tal d'aconseguir que arribin a bon port, juntament amb l'ajut inestimable d'altres personatges mitològic aquàtics. Per acabar, la narració descriu a través d’esquemes pastorals les dues noces.

## Obra atribuïda
També cal esmentar que recentment se li han atribuït les següents obres:
- La Oriolida: canto que en obsequio del venerable siervo de Dios el doctor Josef Oriol ... compuso un devoto barcelonés y parroquiano, un llarg poema en octaves castellanes que fou imprès a la impremta de Francisco Suriá y Burgada el 1780 o 1805. (Al catàleg de la Llibreria Berrocal figura com exemplar núm. 220 i que conté 40 pàgs.)

- Les haçanyes dels antics catalans a Grècia (?).

En això són coincidents en aquestes atribucions: Manuel Jorba, Max Cahner i Valsalobre i Rossich.